# Zoboomafoo
Zoboomafoo è una serie televisiva statunitense-canadese per bambini in 65 episodi trasmessi per la prima volta nel corso di 2 stagioni dal 1999 al 2001.